# گیرما ولد جورجیس
گیرما ولد جورجیس (به امهری: ግርማ ወልደ ጊዮርጊስ) (به انگلیسی: Girma Wolde-Giorgis) (زاده ۲۸ دسامبر ۱۹۲۴ – درگذشته ۱۵ دسامبر ۲۰۱۸)، رئیس‌جمهور جمهوری فدرال دموکراتیک اتیوپی از اکتبر ۲۰۰۱ تا اکتبر ۲۰۱۳ بود.

## پیشینه
وی در ۸ اکتبر ۲۰۰۱ با اتفاق آرا در پارلمان اتیوپی به عنوان رئیس‌جمهور شد. وی مجدداً در ۹ اکتبر ۲۰۰۷ به عنوان رئیس‌جمهور انتخاب شد. رئیس‌جمهوری در اتیوپی، یک دوره شش ساله و تا حد زیادی به صورت نمادین است و قدرت کمی در اختیار دارد، بیشتر قدرت در دست نخست‌وزیر است.
گیرما بین سال‌های ۱۹۵۰ و ۱۹۵۲، تحت حمایت سازمان بین‌المللی هواپیمایی کشوری توانست گواهینامه مدیریت (از هلند)، در مدیریت ترافیک هوایی (در سوئد) و کنترل ترافیک هوایی (در کانادا) را دریافت کند. وی سعی ایجاد انگیزه برای پیوستن به شرکت‌های هواپیمایی در اتیوپی داشت. گیرما به  زبان‌های  عفان اورومو (Oromiffa)، امهری، تیگرینیا، ایتالیایی، انگلیسی، و فرانسوی مسلط بود.